# 무수리
무수리는 고려 및 조선 시대 궁중에서 청소 등을 비롯하여 세숫물 떠다드리기 등 허드렛일을 맡았었던 여자 종을 말하며, 수사(水賜)라고도 한다.
고려 말 원나라의 간접 지배를 받던 시절에 원나라의 몽골 풍습이 전해진 것으로 알려졌다.
이 시절 원나라에서 고려로 시집온 원나라의 공주를 따라 시중드는 사람들이 많이 함께 고려로 들어왔는데, 이중 잔심부름을 하는 계집종을 일컫는 수사이(水賜伊, 소녀라는 뜻) 라는 말이 무수리로 굳혀져 이후 조선에서는 왕실 용어로 자리잡았다.

## 같이 보기
- 천민
- 여관 (관직)